# Julio Soler
Julio César Soler Barreto (Asunción, 16 febbraio 2005) è un calciatore paraguaiano naturalizzato argentino, difensore del Bournemouth.

## Biografia
È nato ad Asunción da genitori paraguaiani ma è cresciuto in Argentina.

## Caratteristiche tecniche
Ricopre il ruolo di terzino sinistro.

## Carriera

### Club
Soler è cresciuto nel settore giovanile del Lanús, con cui ha debuttato in prima squadra il 1º maggio 2022 nell'incontro di Copa de la Liga Profesional vinto 1-0 contro l'Independiente. Nel 2023 ha iniziato a giocare con maggior continuità ed il 28 giugno ha rinnovato il contratto fino al 2026.

### Nazionale
Ha giocato nella nazionale argentina Under-20.

## Statistiche

### Presenze e reti nei club
Statistiche aggiornate al 30 ottobre 2024.
| Stagione        | Squadra         | Campionato      | Campionato | Campionato | Coppe nazionali | Coppe nazionali | Coppe nazionali | Coppe continentali | Coppe continentali | Coppe continentali | Altre coppe | Altre coppe | Altre coppe | Totale | Totale | Totale |
| Stagione        | Squadra         | Comp            | Pres       | Reti       | Comp            | Pres            | Reti            | Comp               | Pres               | Reti               | Comp        | Pres        | Reti        | Pres   | Reti   |        |
| --------------- | --------------- | --------------- | ---------- | ---------- | --------------- | --------------- | --------------- | ------------------ | ------------------ | ------------------ | ----------- | ----------- | ----------- | ------ | ------ | ------ |
| 2022            | Lanús           | PD              | 2          | 0          | CA+CdL          | 0+1             | 0               | CS                 | 0                  | 0                  | -           | -           | -           | 3      | 0      |        |
| 2023            | Lanús           | PD              | 3          | 0          | CA+CdL          | 0+9             | 0               | -                  | -                  | -                  | -           | -           | -           | 12     | 0      |        |
| 2024            | Lanús           | PD              | 11         | 0          | CA+CdL          | 1+12            | 0               | CS                 | 11                 | 0                  | -           | -           | -           | 35     | 0      |        |
| Totale carriera | Totale carriera | Totale carriera | 16         | 0          |                 | 23              | 0               |                    | 11                 | 0                  |             | -           | -           | 50     | 0      |        |